# Карл IX (король Франции)
Карл IX (фр. Charles IX; Шарль-Максимилье́н, фр. Charles-Maximilien; 27 июня 1550, Сен-Жермен-ан-Ле — 30 мая 1574, Венсен) — предпоследний король Франции из династии Валуа, с 5 декабря 1560 года. Третий сын короля Генриха II и Екатерины Медичи. Его мать была при нём регентом до 17 августа 1563 года. Правление Карла ознаменовалось многочисленными Религиозными войнами и Варфоломеевской ночью — знаменитым массовым истреблением гугенотов.

## Детство
Шарль Валуа родился 27 июня 1550 года в королевском замке Сен-Жермен-ан-Лэ. До восшествия на престол носил титул герцога Орлеанского.

## Правление

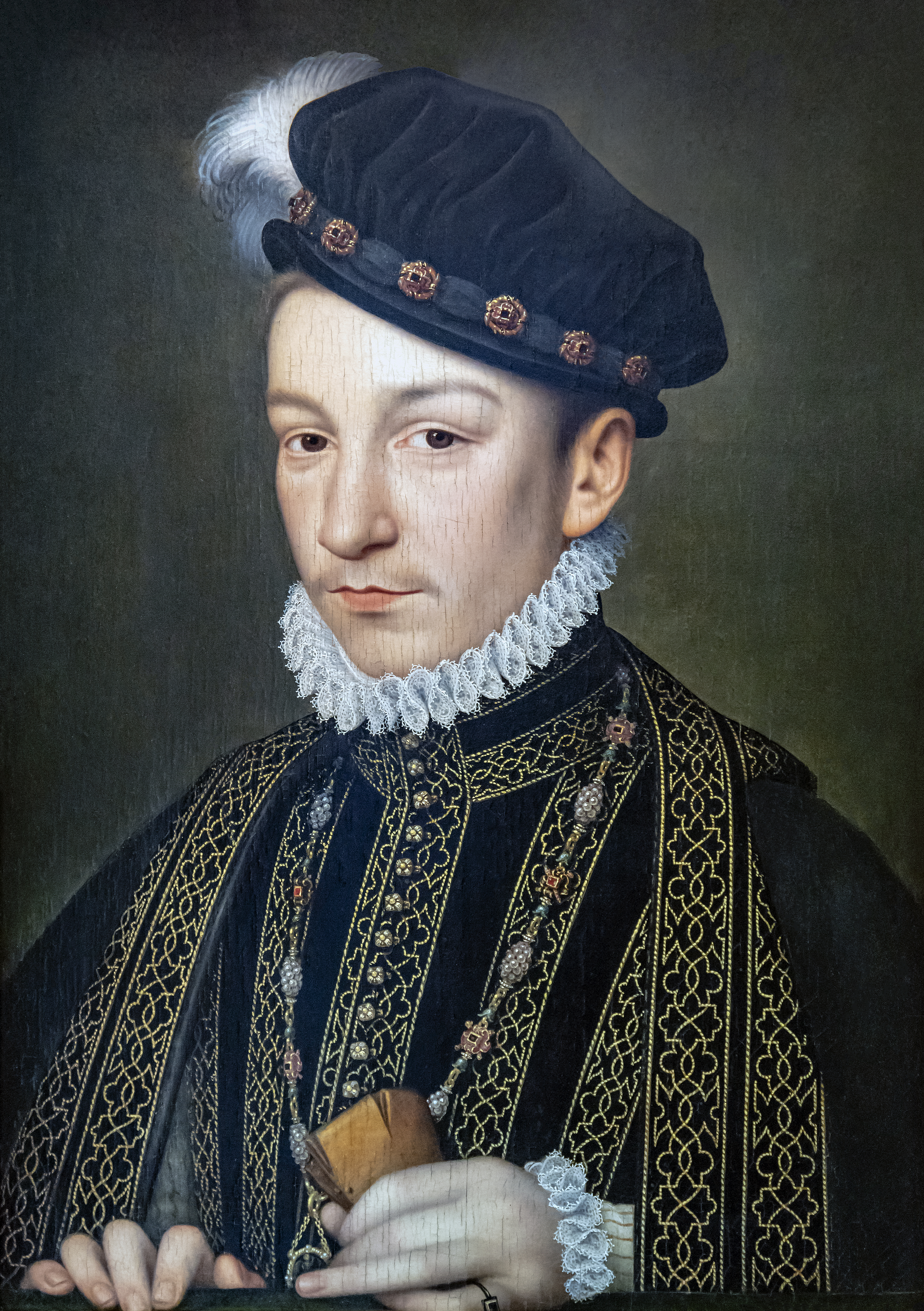
Карл IX, портрет Франсуа Клуэ

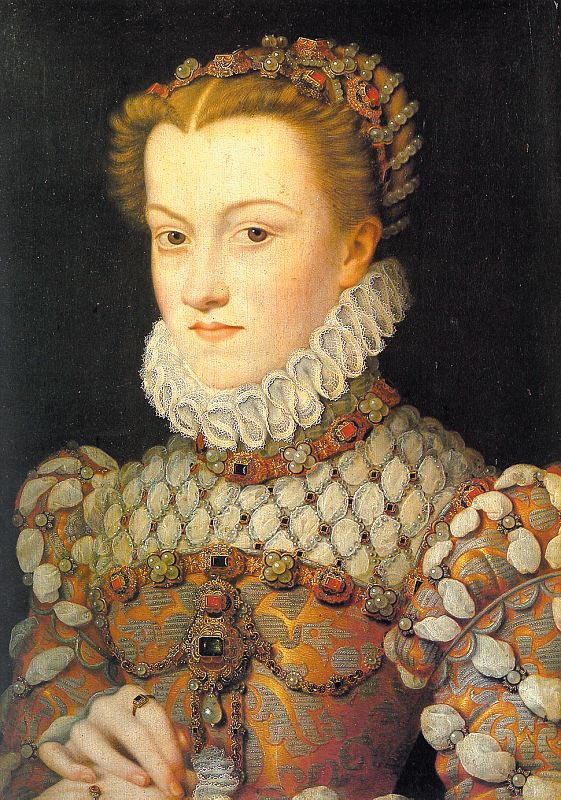
Елизавета Австрийская, портрет Франсуа Клуэ

После смерти старшего брата Франциска II в 1560 году унаследовал его трон в 10-летнем возрасте. Был коронован в Реймсе 15 мая 1561 года; первые годы регентшей была мать, Екатерина Медичи. В возрасте 20 лет (26 ноября 1570 года) король женился на Елизавете Австрийской.

### Религиозные волнения
Канцлер Мишель де л’Опиталь рекомендует королеве освободить участников Амбуазского заговора. Во время коллоквиума в Пуасси королева-мать надеется привести к согласию партию католиков, представленную Шарлем де Гизом, кардиналом Лотарингским, и партию протестантов, представленную Теодором Безой, но тщетно. Гугеноты не идут на сближение с католиками. 16 ноября 1561 года резня в Каоре, закончившаяся гибелью 30 протестантов, делает дальнейшие переговоры невозможными. 1 января 1562 года эдикт Сен-Жермен-ан-Ле разрешает протестантам отправление культа вне городских стен.
Тем не менее, резня в Васси заставляет протестантов во главе с принцем Людовиком Конде взяться за оружие. Одержав несколько побед, они оказались разбитыми Франсуа де Гизом в битве при Дрё 19 декабря 1562 года. Принц Конде попал в плен, но протестанты смогли захватить другого лидера католиков — Монморанси. 4 февраля 1563 года Франсуа де Гиз осаждает Орлеан и 24 февраля погибает от трёх выстрелов из пистолета в спину. 19 марта Амбуазский эдикт устанавливает первое хрупкое перемирие. 19 августа 1563 года Карл достигает совершеннолетия, но реальная власть остаётся в руках Екатерины Медичи.

### Амбуазский мир (1563—1566)
Амбуазский эдикт не удовлетворил никого и с трудом претворялся в жизнь. Запрет на отправление протестантского культа в городах, учитывая тот факт, что во многих городах и провинциях гугеноты составляли большинство, просто не мог легко прижиться.
В марте 1564 года начинается Великая поездка по Франции, организованная королевой-матерью, с целью показать короля народу и страну королю. Планировалось также умиротворить таким образом королевство — маршрут проходил через самые горячие точки королевства, начиная с Санса и Труа в Шампани.
30 апреля 1564 года кортеж вступает в Лотарингию и останавливается в Бар-лё-Дюк в период с 1 по 9 мая. Карл Лотарингский и его супруга Клод, сестра самого Карла IX, крестят своего 6-месячного сына Генриха. Карл и Филипп Испанский приглашены в крёстные отцы юного принца. Правда, король испанский лично не присутствовал.
Далее маршрут королевского кортежа пролегал через Линьи-ан-Барруа, Дижон, Макон, Руссильон, Валанс и Авиньон. Во время пребывания в Руссильоне король подписывает Руссильонский эдикт, который устанавливает 1 января в качестве первого дня года на территории всего королевства.
После трёхнедельного перерыва путешествие продолжилось. В Салон-де-Прованс королева встречается со своим астрологом Нострадамусом. Затем — Экс-ан-Прованс, столица Прованса, где заседал его парламент, Йер, где двор отпраздновал Троицу, а после — Тулон и Марсель, празднично встретивший дорогих гостей.
В целом можно сказать, что умиротворение Прованса удалось.
В Лангедоке юный король проезжает через Монпелье, Нарбонн и Тулузу. В протестантских городах Гаскони его встречают почтительно, но сдержанно. В Монтобане (20 марта 1565) пришлось договариваться о разоружении города, который выдержал три осады Блеза де Монлюка. Католические Тулуза и Бордо оказались более спокойны.
Кортеж заезжает в Байонну 14 июня, через Мон-де-Марсан. Екатерина Медичи преследовала этим две цели: увидеться с дочерью — королевой Испании, что удалось, и заключить договор с Испанией, что не получилось.
В июле двор снова пересекает Гасконь, а в августе и сентябре — Шаранту. В этих регионах с протестантским большинством перемирие крайне хрупко, и протестанты крайне неохотно подчиняются Амбуазскому эдикту. Тем не менее, короля встречают с величайшей лояльностью. Единственные неурядицы происходят в Ла Рошели, где протестанты выражают недовольство, и в Орлеане, где короля встречают уличные беспорядки.
В декабре 1565 года король останавливается в Мулене. Эта остановка стала самой длительной в ходе Великой поездки (91 день) и в Мулене было решено инициировать многочисленные реформы. По предложению Мишеля де л’Опиталя был принят Муленский эдикт, утверждавший неотчуждаемость королевского домена.

### Возобновление военных действий

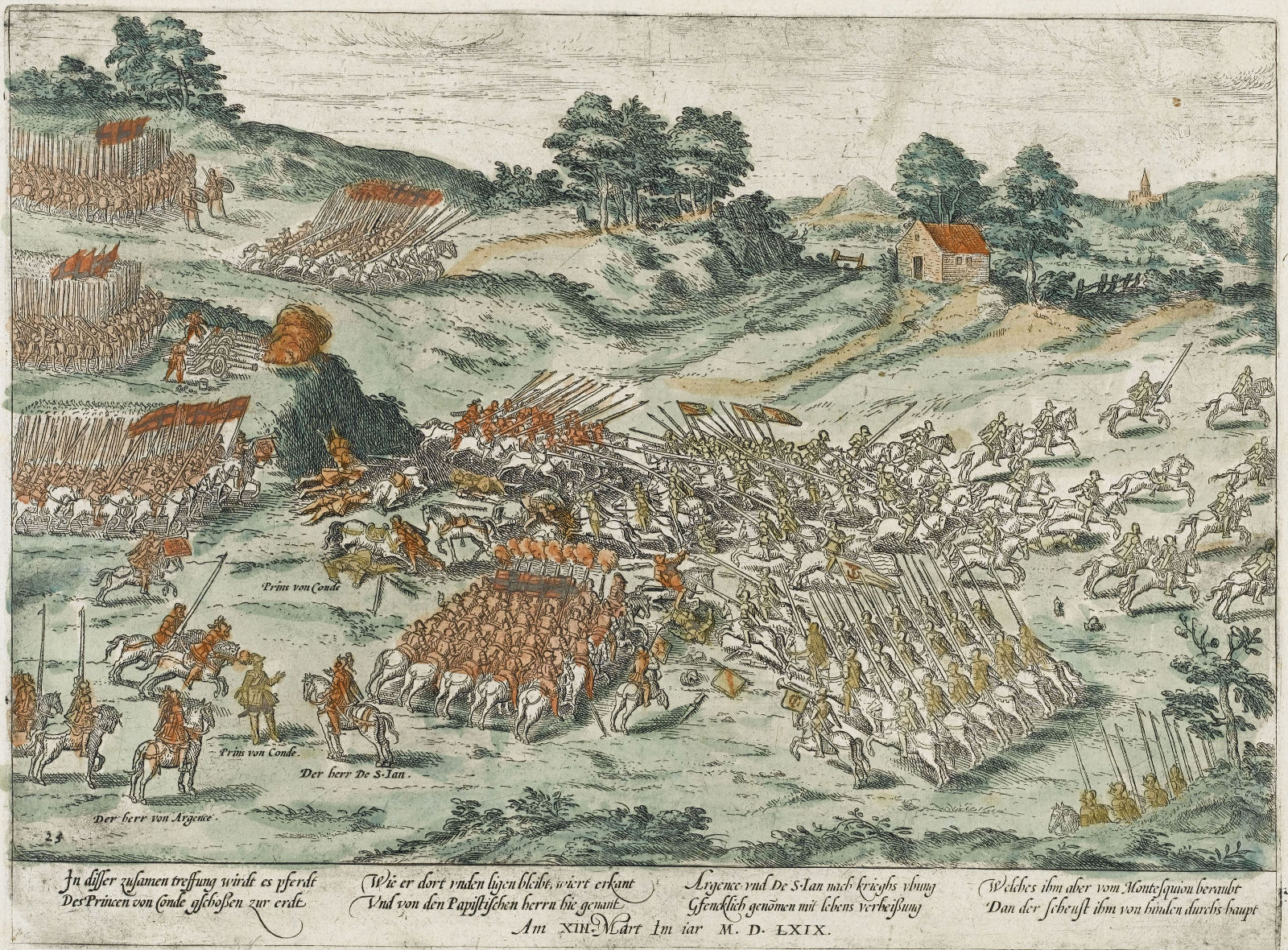
Битва при Жарнаке

В июне 1566 года в Памье, несмотря на королевское умиротворение, беспорядки возобновляются и протестанты осаждают католические церкви. Католики отвечают настоящим террором: 300 убитых кальвинистов в Фуа.
В августе 1567 года протестанты разрабатывают план похищения короля и его матери. 24 сентября Карл и Екатерина Медичи бегут в Мо.
29 сентября некоторых высокопоставленных католиков убивают в Ниме, а затем и в других городах Лангедока. Протестантские войска во главе с Конде и Колиньи доходят до Парижа.
Однако, протестантов разбивают в битве при Сен-Дени (коннетабль Монморанси) 10 ноября 1567 года, в битве при Жарнаке и в битве при Монконтуре (герцог Анжуйский). Наконец 23 марта 1568 года Конде и Екатерина Медичи подписывают договор в Лонжюмо, подтверждённый мирным договором в Сен-Жермен-ан-Ле в 1570 году.

### Сен-Жерменский мир
В дипломатическом плане Карл IX сближается с Англией и Священной Римской империей. Поговаривали даже о его возможном вступлении на имперский трон. 26 ноября 1570 года Карл IX женится на Елизавете Австрийской (1554—1592), дочери Максимилиана II, императора Священной Римской империи (1527—1576) и Марии Испанской. Торжественная церемония бракосочетания устроена в церкви Нотр-Дам д’Эсперанс в арденнском городке Мезьер и, после пышного празднования, уже в марте 1571 года король и королева торжественно въезжают в Париж. Ведущие деятели культуры того времени участвовали в организации торжеств.
От этого брака родилась дочь Мария-Елизавета, умершая в возрасте пяти лет. Кроме того, король имел связь с Мари Туше, дамой де Бельвиль, которая родила ему сына Карла, впоследствии графа д’Овернь (с 1589), а потом герцога Ангулемского (с 1619).
Пока король охотится, королева-мать продолжает попытки примирения католиков и протестантов. Осенью 1571 года Колиньи встречается с королём в течение нескольких дней.
Король, получивший некогда уроки Жака Амио, увлекался литературой. Известны стихи, принадлежащие его перу, а также «Трактат о королевской охоте», изданный впервые в 1625 году, переизданный Анри Шеврёлем в 1858 году.
Гийом-Габриель Лё Бретон представил ему в 1569 году свою трагедию «Адонис».

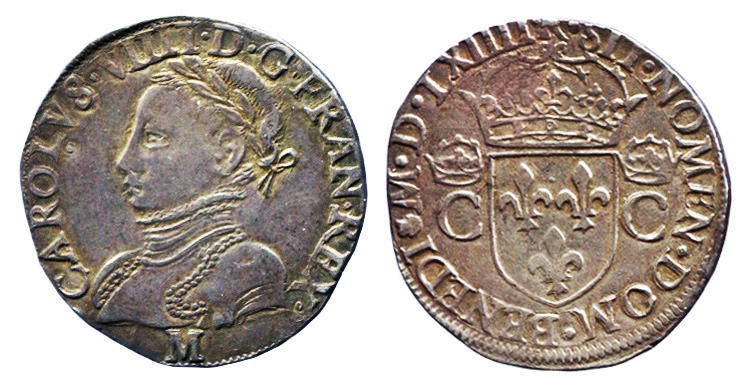
Карл IX (1560-1574) тестон 1564 г. Тулуза-9.40.jpg

### Варфоломеевская ночь

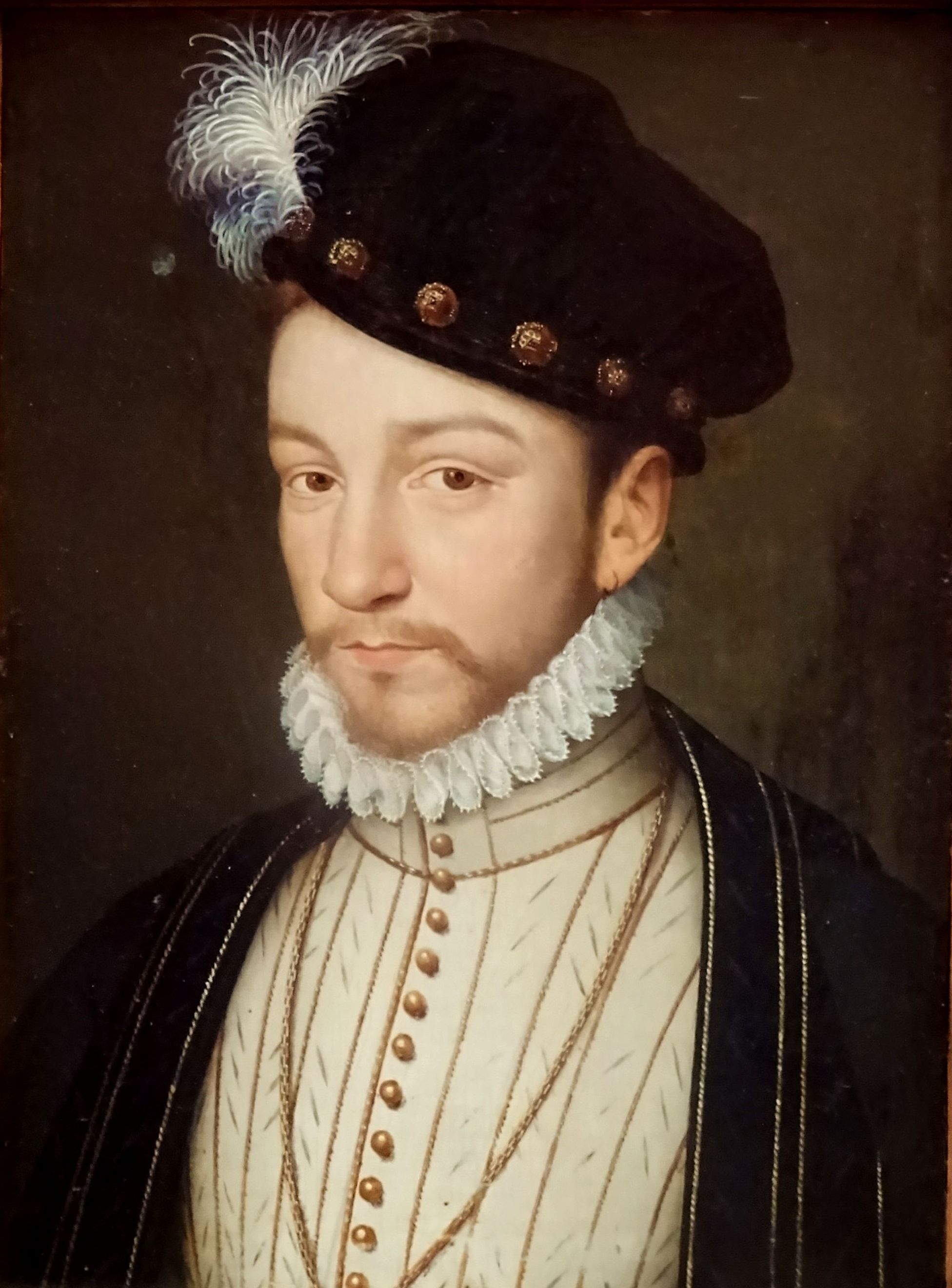
Карл IX, работы Франсуа Клуэ, (1571), Музей Конде

Брак сестры Карла Маргариты и юного протестанта Генриха Наваррского должен был, казалось бы, привести к длительному примирению сторон. Но 22 августа 1572 года, через несколько дней после свадьбы, происходит покушение на Колиньи. Боясь восстания, Карл IX по совету матери и советников решается на ликвидацию лидеров протестантов, за некоторыми исключениями, в числе которых были двоюродные братья, принцы крови Генрих Наваррский и Генрих Конде.
Это решение спровоцировало Варфоломеевскую ночь 24 августа 1572 года, которая привела к гибели тысяч людей в Париже и других крупных городах Франции. Решительно настроенный удерживать порядок, король приказал прекратить кровопролитие начиная с утра 24 августа, но многочисленные призывы к спокойствию то и дело нарушались.
Эта трагедия явилась поворотной точкой в царствовании Карла IX. Попрание Сен-Жерменского эдикта и бесчинства, творимые королевским окружением, начисто уничтожили какое-либо доверие к королевской власти со стороны протестантов. Надолго было покончено и с попытками мирного сосуществования, монархия окончательно вступила на путь полного искоренения протестантизма. Война возобновилась и привела к осаде Ла-Рошели.
Ввиду достаточно неожиданного и во многом загадочного характера развития событий, Варфоломеевская ночь всегда была поводом для дебатов. В частности, историков занимает вопрос о мере ответственности короля. Долгое время считалось, что резня была напрямую инспирирована короной. С XVII века Карла IX считали фанатиком, лично призывавшим к убийству. Памфлетисты и романтики утверждали, что король лично стрелял в протестантов, пробегавших под окнами его дворца, что достоверно не подтверждено.

### После Варфоломеевской ночи
Здоровье короля всегда оставляло желать лучшего. Трагические события Варфоломеевской ночи травмировали его ещё больше. Назревает заговор против него и королевы-матери с целью посадить на трон Франциска (Франсуа) Алансонского. Заговор был раскрыт, но королю всё труднее переносить подобные удары судьбы. Он удалился в Венсеннский замок, где слёг от болезни. Его мучила лихорадка, дыхание было затруднено, и он умер 30 мая 1574 года, не дожив месяц до своего двадцать четвёртого дня рождения. На следующий день Амбруаз Паре совершил вскрытие и установил причину смерти — вторичный плеврит, развившийся на фоне туберкулёзной инфекции.
Преемником его стал младший брат Генрих, который ради французского престола отказался от польского. Существует версия, что именно он отравил Карла книгой, пропитанной ядом, которая предназначалась для Генриха Наваррского. Иные источники гласят, что это был Франсуа — самый младший из братьев Валуа. Однако все источники сходятся на том, что отравитель был подослан их матерью Екатериной Медичи.
Овдовев в двадцать лет, юная королева Елизавета возвращается в Австрию. В 1576 году она удаляется в монастырь клариссинок, который она и основала. Их дочь умерла в 1578 году.

## Брак и дети
- От жены (1570) Елизаветы Австрийской
  - Мария Елизавета Французская (27 октября 1572 — 2 февраля 1578)

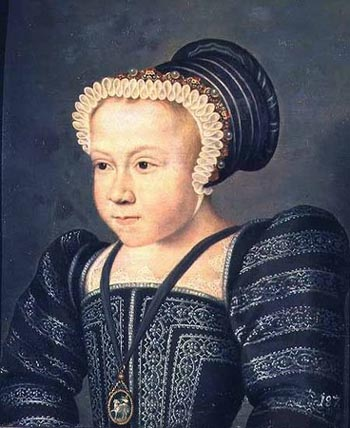
Мария Елизавета.

- От любовницы Мари Туше:
  - сын (ум. в младенчестве);
  - Шарль, герцог Ангулемский (28 апреля 1573 — 24 сентября 1650)

## Образ в искусстве

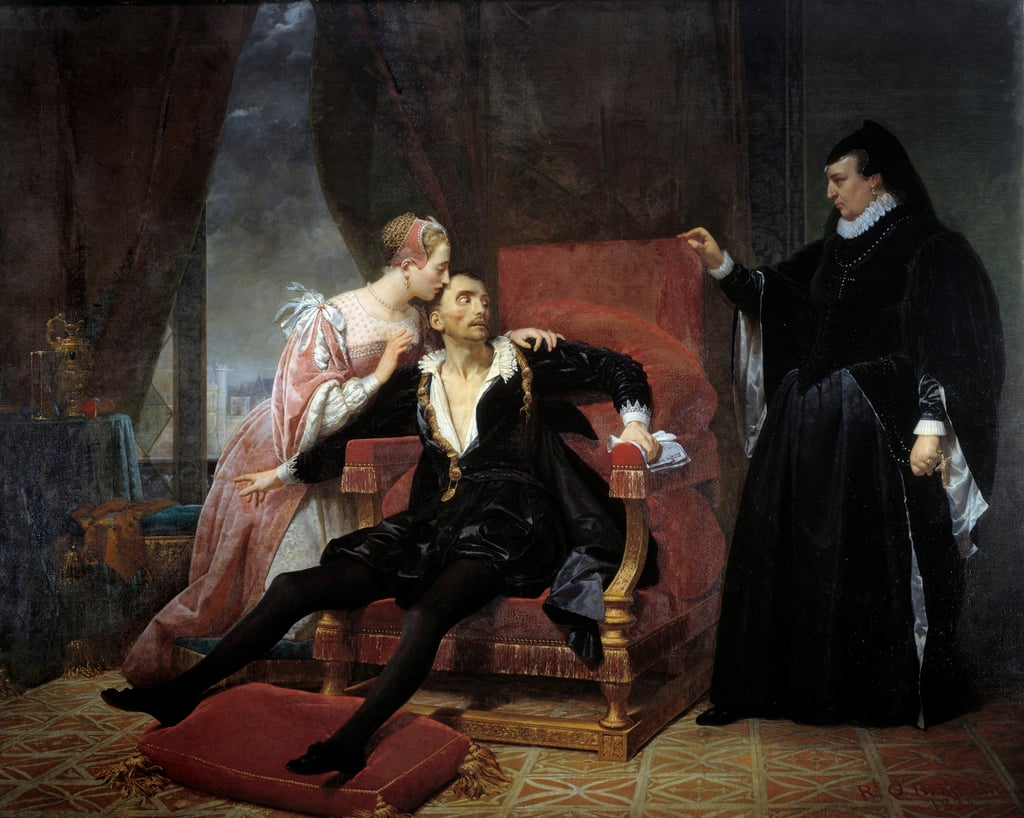
Смерть Карла IX (1834) - картина Р. Монвуазена. Музей Фабра

### В кино
- 1954 — «Королева Марго» (Франция — Италия). Режиссёр — Жан Древиль. В роли Карла IX — Робер Порт.
- 1966 — «Доктор Кто», эпизод «Резня» (Великобритания). Режиссёр — Пэдди Рассел. В роли Карла IX — Барри Джастис.
- 1994 — «Королева Марго» (Франция, Германия, Италия). Режиссёр — Патрис Шеро. В роли Карла IX — Жан-Юг Англад.
- 1996 — «Королева Марго (телесериал)» (Россия). Режиссёр — Александр Муратов. В роли Карла IX — Михаил Ефремов.
- 2010 — «Генрих Наваррский[фр.]» (Франция, Германия) по произведению Генриха Манна «Молодые годы короля Генриха IV» и «Зрелые годы короля Генриха IV». Режиссёр — Джо Байер. В роли Карла IX — Ульрих Нойтен.
- 2014 — «Царство». В роли Карла IX — Питер Дакуна (юный), Спенсер Макферсон (взрослый).
- 2022 — «Королева змей». В роли Карла IX — Билл Милнер.

### В художественной литературе
- К. Марло. «Парижская резня»
- А. Дюма. «Две Дианы», «Королева Марго»
- П. Мериме. «Хроника царствования Карла IX»
- Г. Манн. «Молодые годы короля Генриха IV»